# 1535 Päijänne
1535 Päijänne là một tiểu hành tinh vành đai chính với chu kỳ quỹ đạo là 2057.4959234 ngày (5.63 năm).
Nó được phát hiện 9 tháng 9 năm 1939.